# 로다 JC

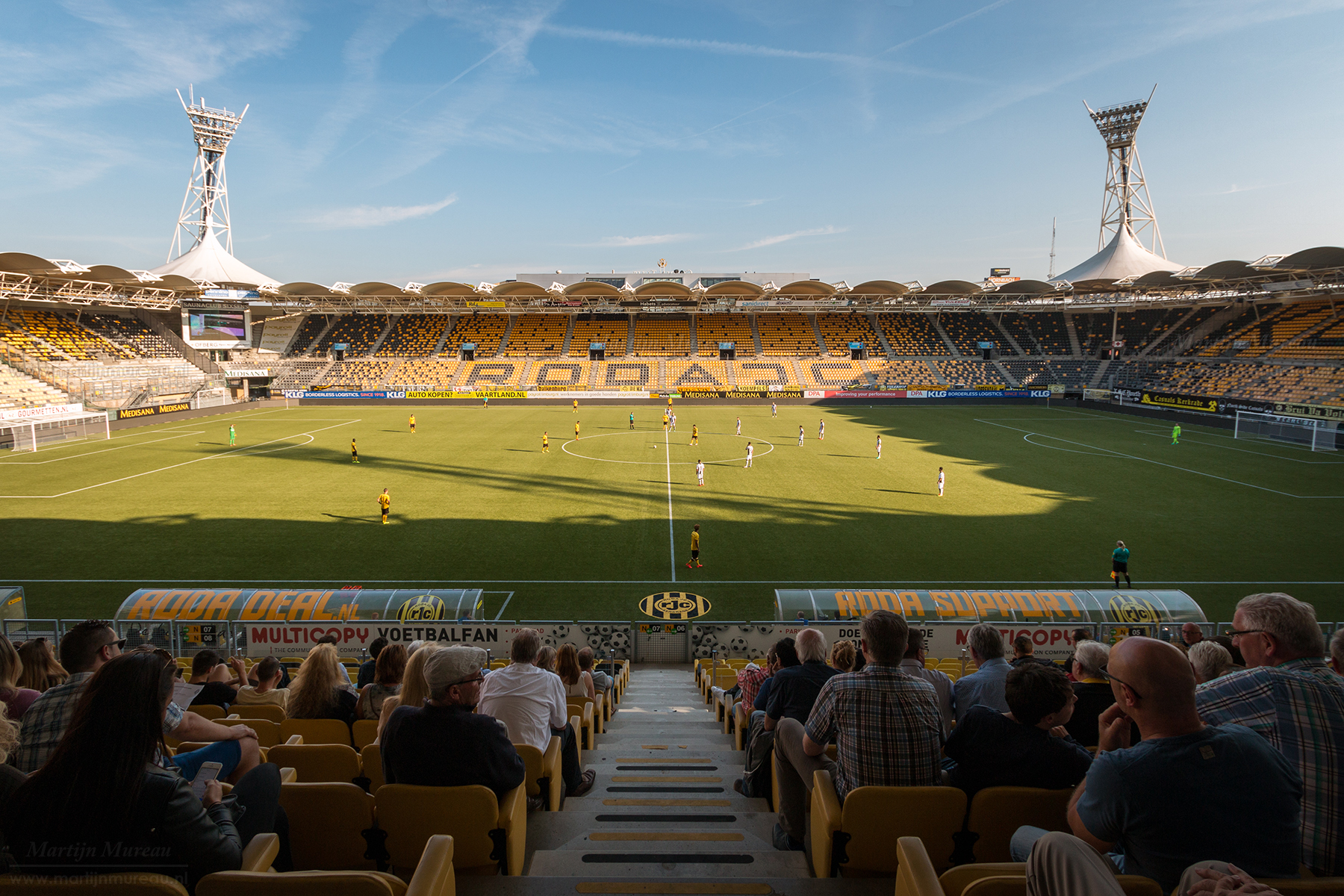

로다 JC(Roda JC)는 네덜란드 케르크라더의 축구 클럽으로, 현재 에레디비시에서 활동하고 있다.
로다 JC는 로다 스포르트(Roda Sport)와 라피드 JC(Rapid JC)를 효시로 하고 있는데, 로다 스포르트는 1954년에 SV 케르크라더(SV Kerkrade, 1926년 창단)와 SV 블레이예르헤이더(SV Bleijerheide, 1914년 창단)를 합병해서 창단한 팀이며 라피드 JC는 같은 해에 라피드 '54(Rapid '54, 1954년 창단)와 아마추어 클럽 율리아나(Juliana, 1910년 창단)를 합병해서 창단한 팀이다. 이후 1962년 6월 27일에 로다 스포르트와 라피드 JC가 로다 JC(Roda JC)로 합병되어 오늘에 이르고 있다.

## 성적
- 에레디비시: 우승 1회 (1956) 준우승 2회 (1959, 1995)
- 에이르스터 디비시: 우승 1회 (1973)
- KNVB컵: 우승 2회 (1997, 2000), 준우승 4회 (1976, 1988, 1992, 2008)
- 요한 크라위프 스할: 준우승 2회 (1997, 2000)

## 선수 명단

### 현역
참고: FIFA 자격 규정에 따라 소속된 국가대표팀 국기를 표시합니다. 선수는 복수의 FIFA 비회원국 국적을 가지고 있을 수 있습니다.
| 번호 | 포지션 | 국적 | 이름          |
| ---- | ------ | ---- | ------------- |
| 13   | DF     |      | 닐스 뢰젤러   |
| 15   | DF     |      | 루카스 베르텐 |

| 번호 | 포지션 | 국적 | 이름              |
| ---- | ------ | ---- | ----------------- |
| 97   | FW     |      | 티보 반 덴 브랜든 |

## 역대 감독
| 감독            | 임기        |
| --------------- | ----------- |
| 조르주 레이컨스 | 2001 ~ 2002 |
| 바스 시범       | 2023 ~      |